# BM Ciudad de Salamanca
El Club Balonmano Ciudad de Salamanca es un club español de balonmano de la ciudad de Salamanca, España. Actualmente participa en el grupo B de la Primera División Nacional, la tercera categoría. Fundado en diciembre de 1995 por varias personalidades del balonmano salmantino, entre ellas Juan Antonio García, actualmente cuenta con una de las canteras más extensas de Castilla y León, con más de 200 jugadores federados en categoría infantil, cadete y juvenil, tanto en modalidad masculina como femenina. También cuenta con escuelas deportivas locales de categoría alevín y benjamín.